# Răzvan Grădinaru
Răzvan Toni Augustin Grădinaru (sinh ngày 23 tháng 8 năm 1995) là một cầu thủ bóng đá người România thi đấu ở vị trí tiền vệ phải cho Concordia Chiajna.

## Sự nghiệp câu lạc bộ

### Steaua București
Anh có màn ra mắt vào ngày 16 tháng 4 năm 2014 trong trận đấu tại Liga I trước FC Vaslui.

## Danh hiệu
Steaua București
- Liga I: 2013–14, 2014–15
- Cúp bóng đá România: 2014–15
- Românian Cúp Liên đoàn: 2014–15

## Thống kê
| Câu lạc bộ          | Mùa giải            | Giải vô địch | Giải vô địch | Cúp     | Cúp       | Cúp Liên đoàn | Cúp Liên đoàn | Châu Âu | Châu Âu   | Khác    | Khác      | Tổng cộng | Tổng cộng | Tổng cộng |
| Câu lạc bộ          | Mùa giải            | Số trận      | Bàn thắng    | Số trận | Bàn thắng | Số trận       | Bàn thắng     | Số trận | Bàn thắng | Số trận | Bàn thắng | Số trận   | Bàn thắng |           |
| ------------------- | ------------------- | ------------ | ------------ | ------- | --------- | ------------- | ------------- | ------- | --------- | ------- | --------- | --------- | --------- | --------- |
| Steaua București    | 2013–14             | 2            | 0            | 1       | 0         | -             | -             | -       | -         | -       | -         | 3         | 0         |           |
| Steaua București    | 2014–15             | 2            | 0            | 0       | 0         | 1             | 0             | 1       | 0         | 0       | 0         | 4         | 0         |           |
| Steaua București    | 2015–16             | 2            | 0            | 0       | 0         | 0             | 0             | 0       | 0         | 1       | 0         | 3         | 0         |           |
| Tổng cộng           | Tổng cộng           | 6            | 0            | 1       | 0         | 1             | 0             | 1       | 0         | 1       | 0         | 10        | 0         |           |
| Oțelul Galați       | 2014–15             | 18           | 0            | 2       | 0         | 0             | 0             | -       | -         | -       | -         | 20        | 0         |           |
| Tổng cộng           | Tổng cộng           | 18           | 0            | 2       | 0         | 0             | 0             | -       | -         | -       | -         | 20        | 0         |           |
| Concordia Chiajna   | 2015–16             | 13           | 0            | 2       | 0         | 2             | 0             | -       | -         | -       | -         | 17        | 0         |           |
| Tổng cộng           | Tổng cộng           | 13           | 0            | 2       | 0         | 2             | 0             | -       | -         | -       | -         | 17        | 0         |           |
| Tổng cộng sự nghiệp | Tổng cộng sự nghiệp | 37           | 0            | 5       | 0         | 3             | 0             | 1       | 0         | 1       | 0         | 47        | 0         |           |

Thống kê chính xác đến trận đấu diễn ra ngày 24 tháng 5, 2016